# Цыдыпов, Жамсаран Аюрович
Жамсаран Аюрович Цыдыпов (род. 5 сентября 1996) — российский шахматист, гроссмейстер (2019), мастер спорта России (2018). Чемпион России по блицу 2023 года.

## Биография
Играет в шахматы с семи лет, ученик бурятских тренеров Хаяна-Хирбэ Сандаковича Гармажапова и Тимура Георгиевича Иванова. Мастер ФИДЕ с 2011 года. Выполнил три нормы международного мастера в 2011—2013 гг., на турнирах: Мемориал Ботвинника (Петербург, 2011), Moscow Open A (Москва, 2012), «Сангха» (Улан-Удэ, 2013), но в звании был утверждён лишь в 2016 году. Гроссмейстерские нормы выполнил на турнирах: Мемориал Корчного (Петербург, 2018), Aeroflot Open A (Москва, 2019), командный чемпионат России (Премьер-лига; Сочи, 2019).
В октябре 2023 года Ж. Цыдыпов стал победителем чемпионата России по блицу, проходившего в Сочи: в 13 турах турнира по швейцарской системе (195 участников) бурятский гроссмейстер выиграл 9 партий (также три ничьи и одно поражение). Столько же очков, по 10,5, набрали Александр Грищук и Борис Савченко, но Цыдыпов опередил их по коэффициенту Бухгольца. В декабре 2023 года стал победителем финала «Блиц Гран-при России», занял третье место в финале «Рапид Гран-при России».
Участник 20-го личного чемпионата Европы (2019) в г. Скопье (+4 −4 =3).
Участник чемпионатов мира по рапиду и блицу 2018, 2022 и 2023 гг. На ЧМ по блицу 2018 года Цыдыпов выиграл в том числе у Вишванатана Ананда, Шахрияра Мамедьярова и Яна Непомнящего и занял 39-е место среди 201 участника.